# El detectiu Conan: El fantasma de Baker Street
El detectiu Conan: El fantasma de Baker Street (名探偵コナン ベイカー街の亡霊 Meitantei Konan: Beikā Sutorīto no Bōrei) és la sisena pel·lícula basada en la sèrie Detectiu Conan. Es va estrenar el 20 d'abril del 2002 al Japó i a Catalunya el 21 de febrer del 2010.

## Argument
En Conan, els seus amics i la Ran es troben resolent un cas a Londres (Anglaterra) al segle xix, és a dir, als temps de Sherlock Holmes, i en el marc de la reaparició d'un assassí en sèrie britànic: Jack l'esbudellador. Això és possible perquè en realitat la trama del llargmetratge es desenvolupa dins del millor joc de realitat virtual que es coneix al món (anomenat Cocoon), en el qual juguen 50 nens i nenes i han de triar entre 5 escenaris possibles. El misteri espera a en Conan i als altres, els que volen escapar-se del joc resolent els desafiaments que se'ls presenten, ja que si no ho aconsegueixen, el joc podria donar-se per acabat amb ells quedant-se allà per sempre. Han d'atrapar a l'assassí en sèrie sense ser vistos per la policia. També comptaran amb l'ajuda de 4 nois, que són fills de persones molt importants. La clau de tot sembla tenir-la en Yusaku Kudo, el pare d'en Shinichi, que és la primera vegada que apareix en una de les pel·lícules i qui ajudarà el seu fill juntament amb el professor Agasa. Aconseguiran salvar-se els 50 nens i nenes del joc virtual?

## Música
El tema musical principal d'aquesta pel·lícula és "Everlasting", del grup japonès B'z.

## Al voltant de la pel·lícula
- És la primera pel·lícula en què surt en Yusaku Kudo.
- En Conan troba una fotografia on surten en Sherlok Holmes i en John Watson amb un aspecte similar a en Yusaku i el professor Agassa.
- El títol és degut al carrer 221B Baker Street, l'adreça on vivia Holmes.
- Apareixen el professor James Moriarty i el coronel Sebastian Moran, dos enemics de Holmes.
- S'explica la història de Jack l'esbudellador i dels delictes que comet.
- L'escena final de la pel·lícula és un homenatge a la novel·la "Assassinat a l'Orient Express", d'Agatha Christie.[3]
- La pel·lícula ha recaptat quasi 3.400 milions de iens, o aproximadament 23 milions d'euros.

## Doblatge
- Estudi Doblatge: AUDIOCLIP S.A.
- Direcció: Teresa Manresa.
- Traducció: Marina Bornas.
- Repartiment:

| Personatge                    | veu catalana        | veu japonesa       |
| ----------------------------- | ------------------- | ------------------ |
| Shinichi Kudo                 | ÓSCAR MUÑOZ         | Kappei Yamaguchi   |
| Conan Edogawa                 | JOËL MULACHS        | MINAMI TAKAYAMA    |
| Ran Mouri                     | NÚRIA TRIFOL        | WAKANA YAMAZAKI    |
| Kogoro Mouri                  | JORDI ROYO          | AKIRA KAMIYA       |
| Dr. Hiroshi Agasa             | FÈLIX BENITO        | KENICHI OGATA      |
| Inspector Juuzou Megure       | RAMON CANALS        | FÛRIN CHA          |
| Genta Kojima                  | MIQUEL BONET        | WATARU TAKAGI      |
| Mitsuhiko Tsuburaya           | ELISABET BARGALLÓ   | IKUE OOTANI        |
| Ayumi Yoshida                 | BERTA CORTÉS        | YUKIKO IWAI        |
| Ai Haibara                    | ROSER ALDABÓ        | MEGUMI HAYASHIBARA |
| Sonoko Suzuki                 | EVA LLUCH           | NAOKO MATSUI       |
| Inspector Ninzaburo Shiratori | JORDI SALAS         | KANETO SHIOZAWA    |
| Hiroki Sawada                 | NÚRIA DOMÈNECH      | AI ORIKASA         |
| Yuusaku Kudo                  | LUIS GRAU           | HIDEYUKI TANAKA    |
| Hideki Moroboshi              | MARIA JOSEP GUASCH  | MEGUMI OGATA       |
| Shinya Takizawa               | MAR ROCA            | URARA TAKANO       |
| Sra. Hudson                   | TERESA MANRESA      | KEI HAYAMI         |
| Professor James Moriarty      | TONI SEVILLA        | KIYOSHI KOBAYASHI  |
| Jack l'Esbudellador           | DAVID JENNER        | SHO HAYAMI         |
| Coronel Sebastian Moran       | JOAQUIM CASADO      | JOU FUJIMOTO       |
| Irene Adler                   | TERESA MANRESA      | SUMI SHIMAMOTO     |
| Thomas Schindler              | JOAN ANTÓN RAMONEDA | MASANE TSUKAYAMA   |
| Tadaaki Kashimura             | JORDI SALAS         | HIROAKI HIRATA     |